# Zaricicea, Kroleveț
Zaricicea (în ucraineană Заріччя) este un sat în comuna Hrecikîne din raionul Kroleveț, regiunea Sumî, Ucraina.

## Demografie
Componența lingvistică a localității Zaricicea
     Ucraineană (100%)
Conform recensământului din 2001, toată populația localității Zaricicea era vorbitoare de ucraineană (100%).